# Барг Ріта Лейбишівна
Ріта Лейбишівна Барг (нар. 3 липня 1952, місто Чернівці) — українська радянська діячка, інженер-конструктор Чернівецького заводу «Кварц». Депутат Верховної Ради УРСР 10—11-го скликань.

## Життєпис
З 1969 року — випробувач деталей, технік-технолог, технік із стандартизації Чернівецького заводу «Кварц».
Член КПРС з 1972 року.
У 1977 році закінчила Чернівецький державний університет.
З 1977 до 1990 року — інженер, інженер-конструктор Чернівецького заводу «Кварц» Чернівецької області.